# Andrea Bellandi
Andrea Bellandi (Firenze, 22 ottobre 1960) è un arcivescovo cattolico italiano, dal 4 maggio 2019 arcivescovo metropolita di Salerno-Campagna-Acerno.

## Biografia
Nato a Firenze, città capoluogo di provincia e sede arcivescovile, il 22 ottobre 1960, cresce nella parrocchia dei Santi Gervasio e Protasio sulle orme di don Luigi Giussani.

### Formazione e ministero sacerdotale
Compiuti gli studi nel seminario arcivescovile di Firenze e nel Pontificio seminario lombardo a Roma, segue il corso teologico presso la Pontificia Università Gregoriana, ottenendovi la laurea nel 1993 con una tesi sulle opere di Joseph Ratzinger, pubblicata nel 1996.
Il 4 aprile 1985, giovedì santo, è ordinato presbitero nella cattedrale di Santa Maria del Fiore dall'arcivescovo Silvano Piovanelli; inizia così il suo ministero presso l'arcidiocesi di Firenze. Celebra la sua prima messa nel giorno di Pasqua nella chiesa di San Gervasio.
Dopo l'ordinazione sacerdotale ricopre, dal 1987, il ruolo di docente ordinario di teologia fondamentale presso lo Studio teologico fiorentino (poi Facoltà teologica dell'Italia centrale) e, dal 1990, quello di assistente spirituale dei giovani universitari e, fino al 1997, cappellano delle suore minime ancelle della Santissima Trinità, presso Villa La Quiete.
In diocesi ricopre gli uffici di cappellano delle suore minime ancelle della Santissima Trinità a Villa La Quiete, fino al 1997, parroco della parrocchia di San Giovannino dei Cavalieri a Firenze, dal 1996 al 2014, e preside della Facoltà teologica dell'Italia centrale, dal 2003 al 2009. Inoltre per diverso tempo è anche responsabile regionale e membro del consiglio nazionale di Comunione e Liberazione e nel 2010 diventa canonico della cattedrale di Santa Maria del Fiore e delegato arcivescovile per la formazione del clero. Nel 2014 è nominato vicario generale dell'arcidiocesi fiorentina, rettore della chiesa di San Giovannino dei Cavalieri e nel 2015 vicepresidente della Scuola fiorentina per l'educazione, il dialogo internazionale e interculturale.
Al momento della nomina episcopale ricopre i ruoli di membro del consiglio presbiterale, del consiglio pastorale diocesano e della consulta diocesana per le comunicazioni sociali.

### Ministero episcopale
Il 4 maggio 2019 papa Francesco lo nomina arcivescovo metropolita di Salerno-Campagna-Acerno e primate del Regno di Napoli; succede a Luigi Moretti, dimessosi per motivi di salute. Il 6 luglio successivo riceve l'ordinazione episcopale, nella cattedrale di Salerno, dal cardinale Giuseppe Betori, arcivescovo metropolita di Firenze, co-consacranti il cardinale Crescenzio Sepe, arcivescovo metropolita di Napoli, e l'arcivescovo metropolita di Taranto Filippo Santoro. Durante la stessa cerimonia prende possesso della diocesi. È il primo arcivescovo di Salerno di prima nomina.
Il 21 settembre 2019 il nunzio apostolico in Italia Emil Paul Tscherrig gli impone il pallio, ricevuto il 29 giugno dalle mani del papa nella basilica di San Pietro in Vaticano.
L'8 giugno 2020 viene ricevuto in udienza privata da papa Francesco, mentre nel luglio successivo ordina una verifica dei conti delle comunità parrocchiali della diocesi in merito ai fondi ricevuti per contrastare la crisi economica e sociale, causata dalla pandemia di COVID-19 in Italia.
Il 5 maggio 2023, in occasione della celebrazione dell'anniversario della traslazione, avvenuta il 6 maggio 954, delle reliquie del patrono san Matteo nella cattedrale di Salerno, accoglie il patriarca ecumenico di Costantinopoli Bartolomeo I in visita in città. Nella solenne celebrazione in cattedrale del giorno seguente, gli dona una reliquia del santo.

## Genealogia episcopale e successione apostolica
La genealogia episcopale è:
- Cardinale Scipione Rebiba
- Cardinale Giulio Antonio Santori
- Cardinale Girolamo Bernerio, O.P.
- Arcivescovo Galeazzo Sanvitale
- Cardinale Ludovico Ludovisi
- Cardinale Luigi Caetani
- Cardinale Ulderico Carpegna
- Cardinale Paluzzo Paluzzi Altieri degli Albertoni
- Papa Benedetto XIII
- Papa Benedetto XIV
- Papa Clemente XIII
- Cardinale Bernardino Giraud
- Cardinale Alessandro Mattei
- Cardinale Pietro Francesco Galleffi
- Cardinale Giacomo Filippo Fransoni
- Cardinale Carlo Sacconi
- Cardinale Edward Henry Howard
- Cardinale Mariano Rampolla del Tindaro
- Cardinale Gennaro Granito Pignatelli di Belmonte
- Cardinale Pietro Boetto, S.I.
- Cardinale Giuseppe Siri
- Cardinale Giacomo Lercaro
- Vescovo Gilberto Baroni
- Cardinale Camillo Ruini
- Cardinale Giuseppe Betori
- Arcivescovo Andrea Bellandi

La successione apostolica è:
- Vescovo Alfonso Raimo (2024)

## Opere
- Fede cristiana come "stare e comprendere": la giustificazione dei fondamenti della fede in Joseph Ratzinger, Roma, Pontificia Università Gregoriana, 1996, ISBN 88-7652-706-0.
- L'amore pienezza della fede: solo la carità conosce, Milano, Edizioni Paoline, 2004, ISBN 88-315-2587-5.
- Linee direttrici della comprensione ratzingeriana della scrittura, operanti nel Gesù di Nazaret, in Teologia dalla scrittura: attestazione e interpretazioni, Milano, Glossa, 2011, ISBN 978-88-7105-297-7.